# Louis Forestier
Pour les articles homonymes, voir Forestier (homonymie).
Louis Forestier (en russe Луи Петрович Форестье, Louis Petrovitch Forestier ; 1892-1954) est un directeur de la photographie français du cinéma russe puis soviétique qui passa toute sa vie en Russie, puis en URSS.

## Biographie

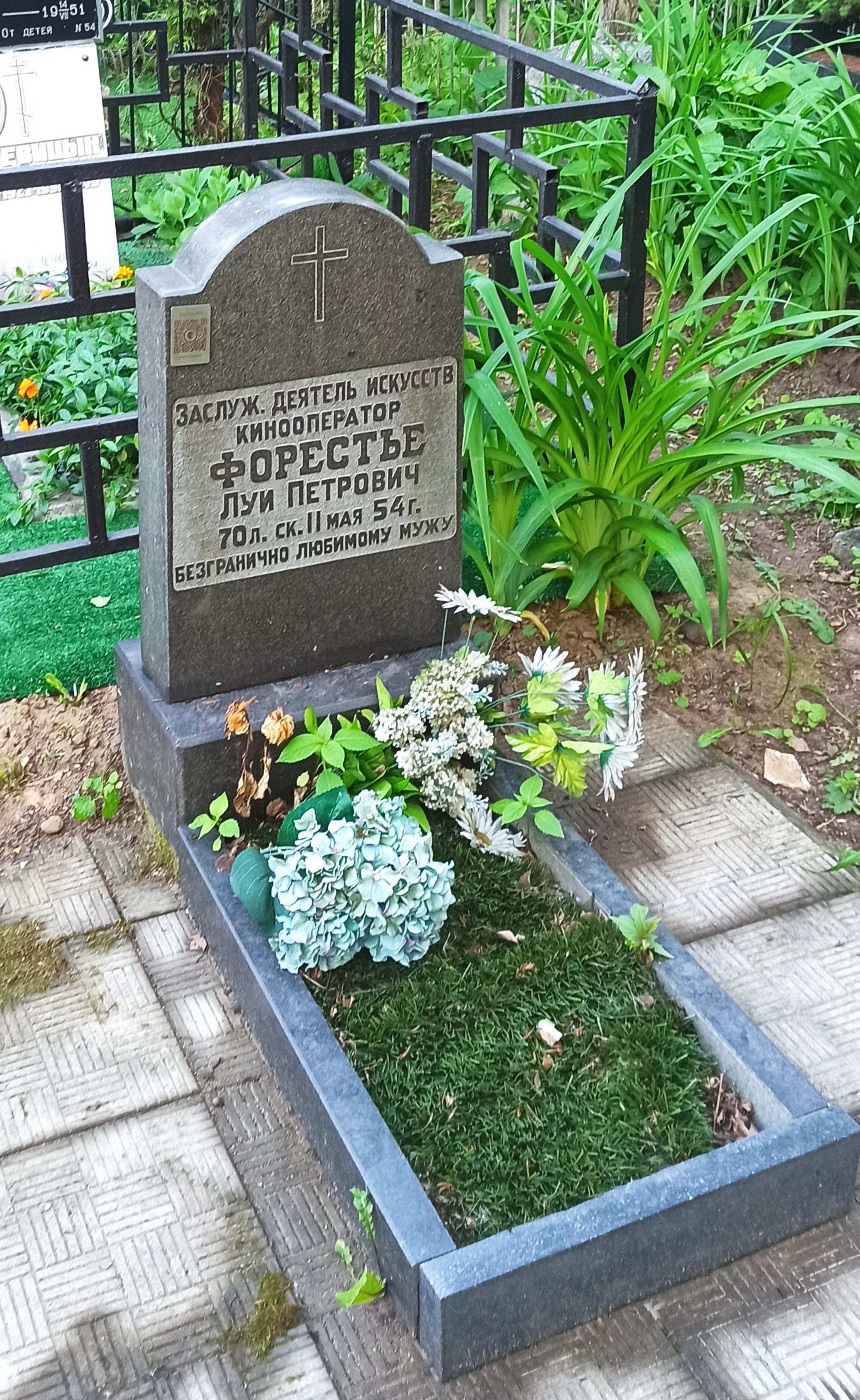
Tombe de Louis Forestier en 2021.

Après ses études secondaires, Louis Forestier est engagé en 1908 à Paris par Léon Gaumont à L. Gaumont et compagnie qui deviendra plus tard la société de production Gaumont. Il y apprend tous les aspects techniques du métier et filme les premiers essais d'aéroplanes.
Le producteur et cinéaste russe Alexandre Khanjonkov l'invite à rejoindre sa compagnie (la Société A. Khanjonkoff et compagnie) en Russie, deux ans plus tard, en 1910. Louis Forestier en devient le directeur de la photographie principal, remplaçant Vladimir Siversen.
Il participe en tant qu'opérateur directeur de la photographie au tournage du premier long-métrage russe La Défense de Sébastopol, présenté en avant-première à l'empereur Nicolas II en octobre 1911 à son palais de Livadia, en Crimée. Il travaille entre 1910 et 1919 pour une cinquantaine de films de différentes compagnies (Khanjonkov, Alexandre Drankov, Iossif Ermoliev, Persky, Taldykine, etc.).
Après la révolution d'Octobre, Louis Forestier décide de rester en Russie et travailla à partir de 1920 pour le Mossoviet à Moscou.
Il publie en 1945 ses Mémoires en russe intitulées Le Grand Muet.
Il est enterré au cimetière d'Ostankino à Moscou, où sa tombe est restaurée en 2021.

## Filmographie partielle
- 1911 : La Défense de Sébastopol (Оборона Севастополя, Oborona Sevastopolya) de Vassili Gontcharov
- 1911 : En place marchande (Na boykom meste / На бойком месте) de Piotr Tchardynine
- 1913 : La Glu d'Albert Capellani
- 1936 : Père et Fils (Отец и сын) de Margarita Barskaïa
- 1940 : Incident au volcan (Случай в вулкане)

## Récompenses et distinctions
- Ordre de l'Insigne d'honneur